# 慈相寺
37°14′24″N 112°16′58″E / 37.24000°N 112.28278°E
慈相寺位于中国山西省晋中市平遥县沿村堡乡冀郭村，2001年被列为第五批全国重点文物保护单位。
慈相寺始建年代不晚于唐肃宗时期，原称圣俱寺，北宋皇祐三年改称慈相寺。整体建筑坐北朝南，三进院落，由南至北有山门、乐楼（仅存台基）、关帝庙、钟鼓楼、正殿和麓台塔，总占地面积18365.5平方米。正殿为宋代原构，面阔三间，进深六椽，单檐悬山顶。麓台塔建于金天会年间（1123～1137年），为八角九层楼阁式砖塔，高48.2米。其它建筑为明清所建。